# Globulischiza squamosa
Globulischiza squamosa is een keversoort uit de familie bladsprietkevers (Scarabaeidae). De wetenschappelijke naam van de soort is voor het eerst geldig gepubliceerd in 1974 door Frey.